# Trojno izginjajoč ikozaeder
| Trojno izginjajoč ikozaeder | Trojno izginjajoč ikozaeder |
| --------------------------- | --------------------------- |
|                             |                             |
| Vrsta                       | Johnsonovo telo J62-J63-J64 |
| Stranske ploskve            | 2+3 trikotniki 3 petkotniki |
| Oglišča                     | 9                           |
| Robovi                      | 15                          |
| Konfiguracija oglišča       | 2x3(3.52) 3(33.5)           |
| Grupa simetrije             | C3v                         |
| Dualni polieder             | -                           |
| Lastnosti                   | konveksen                   |
| mreža telesa                |                             |

Trojno izginjajoč ikozaeder je eno izmed Johnsonovih teles (J63).
V letu 1966 je Norman Johnson (rojen 1930) imenoval in opisal 92 teles, ki jih imenujemo Johnsonova telesa.

## Sorodni politopi
Trojno izginjajoč ikozaeder je slika oglišč za prirezano 24 celico, ki je štiri razsežni politop (uniformni polihoron).